# Saison 8 de The Big Bang Theory
Chronologie
Saison 7 Saison 9
Cet article présente les vingt-quatre épisodes, de la huitième saison de la série télévisée américaine The Big Bang Theory.

## Synopsis
Leonard Hofstadter et Sheldon Cooper vivent en colocation à Pasadena, une ville de l'agglomération de Los Angeles. Ce sont tous deux des physiciens surdoués, « geeks » de surcroît. C'est d'ailleurs autour de cela qu'est axée la majeure partie comique de la série. Ils partagent quasiment tout leur temps libre avec leurs deux amis Howard Wolowitz et Rajesh Koothrappali pour, par exemple, jouer à Halo, organiser un marathon de films Superman, jouer au Boggle klingon ou discuter de théories scientifiques très complexes. Leur univers routinier est alors perturbé lorsqu'une jolie jeune femme, Penny, s'installe dans l'appartement d’en face. Leonard qui a immédiatement des vues sur elle va tout faire pour la séduire. Elle va alors s'intégrer au groupe et découvrir leur univers auquel elle ne connaît rien…

## Distribution

### Acteurs principaux
- Johnny Galecki (VF : Fabrice Josso) : Leonard Hofstadter
- Jim Parsons (VF : Fabrice Fara) : Sheldon Cooper
- Kaley Cuoco (créditée « Kaley Cuoco-Sweeting ») (VF : Laura Préjean) : Penny
- Simon Helberg (VF : Yoann Sover) : Howard Wolowitz
- Kunal Nayyar (VF : Jérôme Berthoud) : Rajesh « Raj » Koothrappali
- Melissa Rauch (VF : Sophie Froissard) : Bernadette Maryann Rostenkowski
- Mayim Bialik (VF : Vanina Pradier) : Amy Farrah Fowler

### Acteurs récurrents
- Kevin Sussman (VF : Gérard Malabat) : Stuart Bloom
- Carol Ann Susi (VF : Marie-Brigitte Andreï) : Debbie, la mère d'Howard (voix uniquement)
- Laura Spencer (VF : Delphine Braillon) : Emily Sweeney

### Invités
- Regina King (VF : Magaly Berdy) : Mme Davis, la DRH[3] (épisode 2)
- Kara Luiz : Jeanie[4] (épisode 8)
- Nathan Fillion (VF : Thierry Kazazian) : lui-même[5] (épisode 15)
- Matt Bennett : Josh, demi-frère d'Howard[6] (épisode 20)
- Laurie Metcalf (VF : Véronique Augereau) : Mary Cooper, la mère de Sheldon[7] (récurrence à travers les saisons, épisode 23)
- Christine Baranski (VF : Josiane Pinson) : Beverly Hofstadter, la mère de Leonard[7] (récurrence à travers les saisons, épisode 23)

## Production

### Développement
Le 12 mars 2014, la série a été renouvelée pour une huitième, neuvième et dixième saison. 

### Diffusions
Aux États-Unis, elle est diffusée depuis le lundi 22 septembre 2014 (avec deux épisodes) puis retournera dans sa case habituelle du jeudi à partir du 30 octobre 2014 sur CBS.
En septembre et octobre, dans sa case du lundi, les épisodes sont diffusés « 30 minutes en avance » sur le réseau CTV au Canada afin de prioriser une diffusion en simultané de la série Gotham. Lors de son retour dans la case habituelle du jeudi en novembre, elle est diffusée en simultané.

## Liste des épisodes

### Épisode 1:Loco-démotivation
- États-Unis /  Canada : 22 septembre 2014 sur CBS[9] / CTV
- France : 29 juin 2015 sur Canal+[10],[11]

- États-Unis : 18,03 millions de téléspectateurs[12] (première diffusion)
- Canada : 3,94 millions de téléspectateurs[13],[14] (première diffusion + différé 7 jours)

- Stephen Root (Dan)

### Épisode 2:Sheldon Cooper, professeur d'université
- États-Unis /  Canada : 22 septembre 2014 sur CBS[9] / CTV
- France : 30 juin 2015 sur Canal+

- États-Unis : 18,24 millions de téléspectateurs[12] (première diffusion)
- Canada : 3,5 millions de téléspectateurs[13] (première diffusion)

- Regina King (Mme Davis)

### Épisode 3:Un engagement pas très engageant
- États-Unis /  Canada : 29 septembre 2014 sur CBS / CTV
- France : 1er juillet 2015 sur Canal+

- États-Unis : 16,38 millions de téléspectateurs [15] (première diffusion)
- Canada : 3,17 millions de téléspectateurs[16] (première diffusion + différé 7 jours)

- Michael J. Massimino (lui-même)

### Épisode 4:Plan à quatre
- États-Unis /  Canada : 6 octobre 2014 sur CBS / CTV
- France : 2 juillet 2015 sur Canal+

- États-Unis : 15,75 millions de téléspectateurs[17] (première diffusion)
- Canada : 3,3 millions de téléspectateurs[18] (première diffusion + différé 7 jours)

### Épisode 5:Le Conditionnement opérant
- États-Unis /  Canada : 13 octobre 2014 sur CBS / CTV
- France : 3 juillet 2015 sur Canal+

- États-Unis : 15,32 millions de téléspectateurs[19] (première diffusion)
- Canada : 3,45 millions de téléspectateurs[20] (première diffusion + différé 7 jours)

### Épisode 6:L'Expérience de la mine
- États-Unis /  Canada : 20 octobre 2014 sur CBS / CTV
- France : 6 juillet 2015 sur Canal+

- États-Unis : 16,02 millions de téléspectateurs[21] (première diffusion)
- Canada : 3,14 millions de téléspectateurs[22] (première diffusion + différé 7 jours)

### Épisode 7:Malentendu, Quiproquos et Jalousie
- États-Unis /  Canada : 30 octobre 2014 sur CBS / CTV
- France : 7 juillet 2015 sur Canal+

- États-Unis : 16,25 millions de téléspectateurs[23] (première diffusion)
- Canada : 4,41 millions de téléspectateurs[24] (première diffusion + différé 7 jours)

- Billy Bob Thornton (Dr Lorvis)

### Épisode 8:Le Rituel du bal de fin d'année
- États-Unis /  Canada : 6 novembre 2014 sur CBS / CTV
- France : 8 juillet 2015 sur Canal+

- États-Unis : 16,56 millions de téléspectateurs[25] (première diffusion)
- Canada : 4,44 millions de téléspectateurs[26] (première diffusion + différé 7 jours)

- Kara Luiz (Jeanie)

### Épisode 9:L'Opération nasale
- États-Unis /  Canada : 13 novembre 2014 sur CBS / CTV
- France : 9 juillet 2015 sur Canal+

- États-Unis : 16,9 millions de téléspectateurs[27] (première diffusion)
- Canada : 4,22 millions de téléspectateurs[28] (première diffusion + différé 7 jours)

### Épisode 10:Champagne et Grande Découverte
- États-Unis /  Canada : 20 novembre 2014 sur CBS / CTV
- France : 10 juillet 2015 sur Canal+

- États-Unis : 14,61 millions de téléspectateurs[29] (première diffusion)
- Canada : 4,1 millions de téléspectateurs[30] (première diffusion + différé 7 jours)

- Stephen Root (Dan)
- LeVar Burton (lui-même)
- Paul Wilson (le professeur Thorne)

- Troisième apparition de l'émission de Sheldon Fun with Flags consacrée à la vexillologie (première apparition : saison 5, épisode 14; deuxième apparition : saison 6, épisode 7).

### Épisode 11:Les Intrus volants
- États-Unis /  Canada : 11 décembre 2014 sur CBS / CTV
- France : 13 juillet 2015 sur Canal+

- États-Unis : 15,49 millions de téléspectateurs[31] (première diffusion)
- Canada : 4,26 millions de téléspectateurs[32] (première diffusion + différé 7 jours)

- Brian George (Dr Koothrappali)
- Dakin Matthews (Santa)

### Épisode 12:La Désintégration de la sonde spatiale
- États-Unis /  Canada : 8 janvier 2015 sur CBS / CTV
- France : 14 juillet 2015 sur Canal+

- États-Unis : 18,11 millions de téléspectateurs[33] (première diffusion)
- Canada : 4,28 millions de téléspectateurs[34] (première diffusion + différé 7 jours)

### Épisode 13:Optimisation de l'anxiété
- États-Unis /  Canada : 29 janvier 2015 sur CBS / CTV
- France : 15 juillet 2015 sur Canal+

- États-Unis : 17,25 millions de téléspectateurs[35] (première diffusion)
- Canada : 4,36 millions de téléspectateurs[36] (première diffusion + différé 7 jours)

- Ed Lieberman (le passager du bus)

### Épisode 14:La Manifestation du troll
- États-Unis /  Canada : 5 février 2015 sur CBS / CTV
- France : 16 juillet 2015 sur Canal+

- États-Unis : 17,09 millions de téléspectateurs[37] (première diffusion)
- Canada : 4,22 millions de téléspectateurs[38] (première diffusion + différé 7 jours)

- Stephen Hawking (lui-même)
- Jim Meskimen (Docteur / homme [voix])

### Épisode 15:La Régénération du magasin de BD
- États-Unis /  Canada : 19 février 2015 sur CBS / CTV
- France : 17 juillet 2015 sur Canal+

- États-Unis : 17,49 millions de téléspectateurs[39] (première diffusion)
- Canada : 4,16 millions de téléspectateurs[40] (première diffusion + différé 7 jours)

- John Ross Bowie (Barry Kripke)
- Nathan Fillion (lui-même)
- Angela Relucio (la caissière)

### Épisode 16:Test d'intimité
- États-Unis /  Canada : 26 février 2015 sur CBS / CTV
- France : 20 juillet 2015 sur Canal+

- États-Unis : 16,67 millions de téléspectateurs[41] (première diffusion)
- Canada : 4,1 millions de téléspectateurs[42] (première diffusion + différé 7 jours)

- Stephanie Escajeda (Cindy)
- Molly Morgan (Hôtesse)
- Max Alder (Zombie)

### Épisode 17:Sheldon et Amy s'en vont sur Mars
- États-Unis /  Canada : 5 mars 2015 sur CBS / CTV
- France : 21 juillet 2015 sur Canal+

- États-Unis : 18,17 millions de téléspectateurs[43] (première diffusion)
- Canada : 4,49 millions de téléspectateurs[44] (première diffusion + différé 7 jours)

- Laura Spencer (Emily Sweeney)

- Le producteur exécutif Chuck Lorre rend hommage à Leonard Nimoy dans son billet d'humeur (ou « Vanity Card ») post-générique traditionnel, avec une photographie de l'acteur accompagnée de la phrase « L'impact que vous avez eu sur notre série et nos vies est intemporel et perdurera à travers le temps. ».

### Épisode 18:La Thermalisation des restes
- États-Unis /  Canada : 12 mars 2015 sur CBS / CTV
- France : 22 juillet 2015 sur Canal+

- États-Unis : 16,13 millions de téléspectateurs[45] (première diffusion)
- Canada : 4,067 millions de téléspectateurs[46] (première diffusion + différé 7 jours)

### Épisode 19:Que la force soit avec nous!
- États-Unis /  Canada : 2 avril 2015 sur CBS / CTV
- France : 23 juillet 2015 sur Canal+

- États-Unis : 13,89 millions de téléspectateurs[47] (première diffusion)
- Canada : 3,684 millions de téléspectateurs[48] (première diffusion + différé 7 jours)

- Michael Dempsey (le garde de sécurité)
- Mark Barrett (le 2e garde de sécurité)
- Tate Ellington (Mitchell)

### Épisode 20:Fort Réconfort
- États-Unis /  Canada : 9 avril 2015 sur CBS / CTV
- France : 24 juillet 2015 sur Canal+

- États-Unis : 14,78 millions de téléspectateurs[49] (première diffusion)
- Canada : 3,89 millions de téléspectateurs[50] (première diffusion + différé 7 jours)

- Wil Wheaton (lui-même)
- Matt Bennett (Josh Wolowitz)
- Kevin Smith (lui-même, VO)
- Rena Strober (Caller, VO)

### Épisode 21:La Détérioration de la communication
- États-Unis /  Canada : 16 avril 2015 sur CBS / CTV
- France : 27 juillet 2015 sur Canal+

- États-Unis : 14,82 millions de téléspectateurs[51] (première diffusion)
- Canada : 3,52 millions de téléspectateurs[52] (première diffusion + différé 7 jours)

- Sara Erikson (Gwen)
- Kelli Goss (Chelsea)
- Phoebe Neidhardt (Casting Assistant)
- Mark Maitre (Alien)
- Jeff Jingle (Alien #2)

### Épisode 22:La Toque et la Toge
- États-Unis /  Canada : 23 avril 2015 sur CBS / CTV
- France : 28 juillet 2015 sur Canal+

- États-Unis : 14,63 millions de téléspectateurs[53] (première diffusion)
- Canada : 3,77 millions de téléspectateurs[54] (première diffusion + différé 7 jours)

### Épisode 23:La Guerre des mères
- États-Unis /  Canada : 30 avril 2015 sur CBS / CTV
- France : 29 juillet 2015 sur Canal+

- États-Unis : 13,85 millions de téléspectateurs[55] (première diffusion)
- Canada : 3,16 millions de téléspectateurs[56] (première diffusion + différé 7 jours)

- Laurie Metcalf (Mary Cooper)
- Christine Baranski (Beverly Hofstadter)

### Épisode 24:La Détermination de l'engagement
- États-Unis /  Canada : 7 mai 2015 sur CBS[58] / CTV
- France : 30 juillet 2015 sur Canal+

Mark Cendrowski
- États-Unis : 14,64 millions de téléspectateurs[59] (première diffusion)
- Canada : 3,46 millions de téléspectateurs[60] (première diffusion + différé 7 jours)